# 融合 (政党)
融合（西班牙語：Convergencia）是危地马拉的一个已不存在的左翼政党。该党最初成立于2003年，后于2010年、2015年两次重建，2020年2月27日解散。该党的意识形态是社会主义、进步主义、反帝国主义、原住民主义。该党的领袖是Sandra Morán，总书记是Pablo Monsanto。该党的总部位于危地马拉城。该党曾是圣保罗论坛的成员。